# Неалкохолна масна болест јетре
Неалкохолна масна болест јетре (НМБЈ)  један је од облика хроничне болести јетре, која обухвата спектар клиничкопатолошких ентитета, којих укључују акумулацију масти у паренхиму јетре. Све учесталија епидемије прекомерне телесне тежине и гојазности утиче на пораст преваленције неалкохолне масне болести јетре, која је све уочљивија и узрок пораста морбидитета јетре. С друге стране, поремећаји липида и појава шећерне болести типа 2 може повећати ризик од развоја неалкохолне масне болести јетре.
Дијагноза неалкохолнe масне болести јетре  захтева комбинацију неинвазивних и инвазивних метода, у оквиру којих је трансаминаза прихваћена као најбољи серумски маркер обољења у скрининг тестовима јетре и значајне су за неинвазивну дијагнозу обољења јетре уопште, а посебно неалкохолнe масне болести јетре. Ултрасoнографија јетре је најјефтинија и најбоља неинвазивна метода у дијагностици код сумње на неалкохолну масну болест јетре. После ултразвука, за дефинитивну дијагнозу потребно је урадити биопсију јетре (коју не треба радити код пацијената испод 40 година ако не постоје индикације за супротно).
Основна терапија неалкохолнe масне болести јетре је организација губитка тежине. Редукција телесне тежине од 10% и више коригује активност трансаминазе и смањује хепатомегалију. У исхрани се саветује смањење уноса масти и угљених хидрата, а препоручује се исхрана богата биљним влакнима.
Прогноза неалкохолнe масне болести јетре захтева процену стадијума болести (биопсија јетре и степена дисфункција јетре).

## Појмови повезани са НМБЈ
Неалкохолна масна болест јетре (НМБЈ)
Укључује спектар болести јетре код болесника без значајне потрошње алкохола, у распону од стеатозе јетре, стеатохепатитиса, фиброзе и, цирозе јетре и хепатоцелуларног карцинома.
Неалкохолна масна јетра (НМЈ)
Присуство стеатозе јетре без доказаног патохистолошко оштећење хепатоцита и без знакова фиброзе јетре
Неалкохолни стеатохепатитис (НСХ)
Присуство масне јетре и упале са оштећењем хепатоцити са или без присуства фиброза јетре, висок ризик за цирозу јетре и хепатоцелуларни карцином.
Цироза јетре као последица неалкохолног стеатохепатитиса
Присуство цирозе јетре са тренутним или претходно доказаним постојањем  неалкохолног стеатохепатитиса - НАСХ цироза јетре.

## Епидемиологија
Инциденца неалкохолне масне болести јетре брзо расте, заједно са гојазношћу и шечерном болести, и постала је најчешћи узрок болести јетре у развијеним земљама, код одраслих, тинејџера и деце.
Проценат људи са неалкохолном масном болести јетре креће се од 9% до 36,9% у различитим деловима света. Отприлике 20% становника у Сједињеним Америчким Државама и 25% становника азијско-пацифичке популације има безалкохолну масну јетру.  Слична преваленција се може наћи у Европи, иако је доступно мање података. Неалкохолна масна болест јетре је најчешћи на Блиском истоку (32%) и Јужној Америци (30%), док Африка има најниже стопе (13%).  У поређењу са 2000-им, неалкохолна масна јетра  и неалкохолни стеатохепатитис су се повећали 2 и 2,5 пута током 2010-их у САД.
Неалкохолна масна болест јетре и неалкохолни стеатохепатитис су распрострањенији код Хиспаноамериканаца – што се може приписати високој стопи гојазности и дијабетеса типа 2 у Хиспано популацији, средњем код белаца, а најнижем код црнаца.
Примећено је да је неалкохолна масна болест јетре  двоструко чешћа код мушкараца него код жена. За тешко гојазне особе, преваленција неалкохолне масне болести јетре расте преко 90%, а за оне са дијабетесом преко 60%, а до 20% код људи нормалне тежине.
Неалкохолна масна болест јетре је присутан код 65% до 90% људи који су имали баријатријску операцију, а до 75% њих има неалкохолни стеатохепатитис. Студије ултразвука и протонске НМР спектроскопије сугеришу да је око 25% популације захваћено неалкохолном масном болести јетре или неалкохолним стеатохепатитисом.
Иако је болест обично повезана са гојазношћу, значајан проценат оболелих је нормалне тежине или мршав. Мршаве особе  неалкохолна масна болест јетре погађа - између 10 и 20% Американаца и Европљана и приближно 25% Азијата, иако неке земље имају већу инциденцу (нпр Индија има веома висок удео мршавих у неалкохолној масној болест јетри а скоро да нема гојазних са неалкохолном масном болести јетре). Дакле, људи са неалкохолном масном болести јетре заслужују разматрање за лечење без обзира на присуство или одсуство гојазности. 
Код деце узраста од 1 до 19 година, утврђено је да је преваленца неалкохолне масне болести јетре приближно 8% у општој популацији до 34% у студијама са подацима из клиника за гојазност деце.
Верује се да је већина криптогене цирозе последица неалкохолног стеатохепатитиса. Очекује се да ће се преваленција неалкохолне масне болести јетре стално повећавати, са 25% у 2018. на пројектованих 33,5% људи са неалкохолна масна болест јетре на глобалном нивоу у 2030. години, а са 20% на пројектованих 27% оних са неалкохолном масном болест јетре ће напредовати до неалкохолног стеатохепатитиса.

## Етиопатогенеза

### Ентитети
Неалкохолна масна болести јетре укључује два главна ентитета:   
Неалкохолна масна јетра - НАМЈ), која је до недавно сматрана се безначајним налазом и бенигном променом паренхима јетре са занемарљивим ризиком за узнапредовал и брозу инсуфицијенцију јетре, 
Неалкохолни стеатохепатитис – НАСХ, који за разлику од  НАМЈ показује тенденцију према прогресији фиброзе са високом стопом ризика за прогресивну фиброзу и цироза јетре.
Недавне студије и мета-анализе указују на то да пацијенти са безалкохолном масном јетром (НАМЈ) имају повећан ризик за прогресије ка цирози јетре и развоју хепатоцелуларног карцинома (ХЦК).
Етиологија неалкохолнe масне болести јетре је још увек непозната. Постоје добро познати фактори ризика као што су: 
- централна гојазност,
- шећернa болести тип 2, односно инсулинска резистенција,
- старост преко 45 година,
- нагли губитак телесне тежине.
- оксидативни стрес - који може да изазове прогресију болести стимулацијом Купферових ћелија, звездастих ћелија јетре и хепатоцита.

Патофизиологија још није у потпуности разјашњена, али најшире прихваћена  „теорија два ударца“:
„Први ударац” - подразумева накупљање масти, пре свега триглицерида и масних киселина, које настаје као последица инсулинске резистенције.
„Други ударац“ - подразумева  β оксидацију масних киселина са експресијом проинфламаторних цитокина која доводи до апоптозе или некрозе хепатоцита праћене инфламацијом и последичном фиброзом.

### Митохондрије, оксидативни стрес и неалкохолна масна болест јетре
Према хипотези о „вишеструким ударцима“, неколико фактора може истовремено деловати у прогресији неалкохолне масне болести јетре (НАФЛД). Повећани нитрооксидативни (нитрозо-оксидативни) стрес може се сматрати једним од главних фактора који доприносе развоју и ризику од прогресије неалкохолне масне болести јетре до неалкохолног стеатохепатитиса (НАСХ) који карактерише упала и фиброза. Штавише, више пута се постулирало да су митохондријалне абнормалности уско повезане са развојем и напредовањем стеатозе јетре и патогенезом неалкохолне масне болести јетре. Међутим, тешко је са сигурношћу утврдити да ли су митохондријска дисфункција или оксидативни стрес примарни догађаји или једноставна последица развоја неалкохолне масне болести јетре. У једну руку, повећање акумулације липида у хепатоцитима могло би изазвати широк спектар ефеката од благог до озбиљног оштећења митохондрија са негативним утицајем на судбину ћелије. Ово може покренути каскаду догађаја, укључујући повећање производње ћелијских реактивних азотних врста (РНС) и реактивних врста кисеоника (РОС) које промовишу прогресију болести од једноставне стеатозе до тежих фаза  неалкохолне масне болести јетре.
С друге стране, напредујућа митохондријална биоенергетска катастрофа и манифестација оксидативног стреса могу се сматрати пратећим догађајима у широком спектру абнормалности уочених током преласка са НАФЛ на НАСХ и цирозе. Тренутно разумевање патогенезе неалкохолне масне болести јетре и појашњава да ли су митохондријална дисфункција и РОС/РНС кривци или посматрачи прогресије неалкохолне масне болести јетре. укључују повећање производње ћелијских реактивних азотних врста (РНС) и реактивних врста кисеоника (РОС) које промовишу прогресију болести од једноставне стеатозе до тежих стадијума неалкохолне масне болести јетре.

## Клиничка слика
Већина пацијената је клинички асимптоматска. Такви пацијенти се откривају случајно током рутинских прегледа или посета лекару из неког другог разлога. 
Код мањег броја пацијената јављају се неспецифични симптоми као што су:
- умор,
- слабост,
- бол испод десног ребарног лука.

Хепатомегалија се код пацијената може уочити током физикалног прегледа, а појава спленомегалије је често први знак порталне хипертензије и узнапредовале болести јетре.

## Дијагноза
Детаљна медицинска историја болести и добар физички преглед могу пружити корисне информације на основу којих откривање неки од алтернативних узрока неалкохолне масне болести јетре, омогућава да се избегну додатне непотребне претраге, а самим тим рационално планирати даље процедуре за потврђивање дијагнозе.
| Критеријум                                                       | Опис |
| ---------------------------------------------------------------- | --- |
| Одсуство потрошње значајне количине алкохола                     | - мање од 40 грама недељно |
| Искључујући друге узроке стеатозе јетре и хроничне болести јетре | - лекови, - ХБВ, ХЦВ (искључено серолошким путем), - аутоимуне болести (аутоимуни хепатитис,примарна билијарна цироза, примарна склерозирајући холангитис), - метаболичке болести (Вилсонова болест, хемохроматоза, недостатак алфа 1-антитрипсина) |
| Искључивање других могућих узрока стеатозе јетре                 | - трудноћа, - гладовање, - потпуна парентерална исхрана. |
| Доказ имиџинг методама                                           | - ултрасонографија, - компјутеризована томографија, - магнетна резонантна томографија. |

Дијагноза неалкохолне масне болести јетре се заснива на принципу искључења. Након искључивања алкохола и лекова као могућег узрока стеатозе јетре, серологија мора се искључити хронично оштећење јетре изазвано ХБВ и ХЦВ. У случају негативних резултата треба мислити на ређе и необичније узроке обољења јетре оштећења као што су: аутоимуне болести јетре (аутоимуни хепатитис, примарна билијарна цироза, примарни склерозирајући холангитис) и метаболичке болести (Вилсонова болест болест, хемохроматоза, недостатак алфа 1-антитрипсина); као и могућност појаве неалкохолне масне болести јетре у трудноћи, изглед храњење и комплетна парентерална исхрана. Као сликовне дијагностичке методе користе се ултрасонографија, компјутеризована томографија и магнетна резонантна томографија али треба напоменути да ниједна од наведених дијагностика није довољно осетљива или специфична, због чега се дијагноза потврђује искључиво биопсијом јетре.
Биопсија јетре
Биопсија јетре (преглед узорка ткива јетре под микроскопом)  једини је широко прихваћен тест (златни стандард) за дефинитивну дијагнозу и разликовање неалкохолне масне болести јетре (укључујући НАФЛ и НАСХ) од других облика обољења јетре и може се користити за процену озбиљности упале и резултујуће фиброзе. Међутим, пошто је већина људи погођених неалкохолном масном болести јетре вероватно асимптоматска, биопсија јетре представља превелики ризик за рутинску дијагнозу, па се преферирају друге методе, као што су ултразвук јетре или МР јетре. За младе људе, смернице препоручују ултрасонографију јетре, мада биопсија јетре остаје најбољи доказ.
Биопсија јетре је такође златни стандард за откривање фиброзе јетре и процену њеног напредовања.  Рутински тестови крви за функције јетре нису довољно осетљиви да открију неалкохолну масну болести јетре, а биопсија је једина процедура која може поуздано разликовати НАФЛ од НАСХ.
Постоји неколико техника биопсије јетре које су доступне за добијање ткива јетре. Перкутана биопсија јетре остаје најчешћа пракса. Биопсије се такође могу изводити трансвенозним путем, било током операције или лапароскопијом, посебно за особе са контраиндикацијама за перкутани приступ. Биопсија јетре такође може бити вођена сликом, у реалном времену или не, што се препоручује за неке клиничке ситуације као што су особе са познатим интрахепатичним лезијама, претходне интраабдоминалне операције које могу имати адхезије, мала јетра која је тешка за приступ, гојазних људи и особа са евидентним асцитетом. Витални знаци се морају често пратити након тога (најмање сваких 15 минута у сату након биопсије).
Према ААСЛД смерницама, биопсија јетре се може размотрити код људи са неалкохолне масне болести јетре који су под повећаним ризиком од стеатохепатитиса са или без узнапредовале фиброзе, али само када су искључене све друге конкурентне хроничне болести јетре (као што је алкохолна болест јетре). Присуство метаболичког синдрома, или круте јетре (мерено пролазном еластографијом контролисаном вибрацијом или МРЕ) може да идентификује особе које су под већим ризиком од стеатохепатитиса или узнапредовале фиброзе.
ААСЛД и ИЦД-11 сматрају да клинички корисно извештавање о патологији разликује „између НАФЛ (стеатозе), НАФЛ са инфламацијом и НАСХ (стеатоза са лобуларном и порталном инфламацијом и хепатоцелуларним балонирањем)“ при чему се описује присуство или одсуство фиброзе и опционо коментарише озбиљност.
ЕАСЛ препоручује алгоритам инхибиције прогресије масне јетре (ФЛИП) за оцењивање балонирања и класификацију повреде јетре повезане са НАФЛД-ом, као и коришћење резултата НАФЛД активности (НАС) за оцењивање тежине НАСХ, а не за његову дијагнозу. Они такође сматрају да је резултат стеатозе, активности и фиброзе (САФ) тачан и поновљив систем бодовања.  ААСЛД препоручује коришћење НАС система бодовања са или без САФ скора ако се сматра одговарајућим.  Азијско-пацифичка радна група за НАФЛД не саветује употребу НАС, јер се сматра неинформативним за НАФЛД и неприкладним за дијагностиковање НАСХ.
За процену фиброзе јетре, перкутана биопсија јетре, са или без вођења слике, контраиндикована је код некооперативних људи.
Трансјугуларна биопсија јетре је индикована за сваку особу са дифузном болешћу јетре којој је потребна биопсија, али има контраиндикацију за перкутану биопсију или је потребна хемодинамска процена у дијагностичке сврхе. 
Трансвенозна биопсија јетре препоручује се уместо перкутаног приступа код људи са клинички евидентним асцитесом, иако је перкутана биопсија прихватљив алтернативни приступ након уклањања асцитеса.
Праћење тока болести
Приликом праћења неалкохолне масне болести јетре најчешће се користи секвенцијално праћење аминотрансфераза у периоду дужем од шест месеци са односом АСТ:АЛТ мањим од 1. У неким случајевима може доћи до повећања алкалне фосфатазе и гама-глутамил транспептидаза. 
Неалкохолна масна болест јетре такође захтева периодично праћење вредности артеријског притиска, липидограма, креатинина у серуму, албуминурије и вредности глукозе и ХбА1ц у сврху лечења повезаних болести метаболизма.

## Терапија
Пошто неалкохолна масна болести јетре нема оптималну терапију у лечењу неалкохолне масне болести јетре данас је примарни циљ терапије усмерен на модификацију животног стила што укључује смањење телесне тежине и повећану физичку активности. 
Како неалкохолна масна болест јетре није болест која искључиво захвата јетру већ је повезана и са пуно других екстрахепатичних  болести као што су кардиоваскуларне болести, шећерна болест типа 2 и хроничним болестима бубрега, њена терапија захтева мултидисциплинарни приступ.
Рано препознавање болести и рани почетак терапије
Рано препознавање неалкохолне масне болести јетре је од велике важности за благовремено, правилно и успешно лечење, јер већина болесника са неалкохолном масном болести јетре је гојазна и болесна од метаболичког синдрома, па је лечење усмерена ка повезаним метаболичким поремећајима као што су хипергликемија и хиперлипидемија, првенствено променом животних навика, а затим и фармакотерапијом.
Медитеранска исхрана
Нека истраживања показују да је губитак 10% телесне тежине оптимално за прве знакове патохистолошког побољшања у узорцима биопсије ткива јетра. У одржавању одговарајуће телесне тежине важна је и промена у исхрани. С обзиром на савремене видове исхране Медитеранска исхрана се показала као одговарајућа терапијска опција повезана са промене начина живота. Медитеранска дијета уз повећану физичку активност може играти главну улогу у превенцији и лечењу кардиоваскуларних и метаболичких поремећаја.
Антиоксидантна терапија Е витамином
Одређене студије су указале и на значај уноса витамина Е као важног антиоксиданса, чија дневна доза од 800 ИЈ показала је значајно побољшање у биопсији ткива јетре код болесника који болују од неалкохолне масне болести јетре.
Терапија пиоглитазоном и урсодеоксихолном киселином
Пиоглитазон је индикован као третман друге или треће линије за дијабетес типа 2. Може се индиковати као монотерапија, двострука или трострука орална терапија код одраслих пацијената који не могу да користе метформин и код оних код којих није постигнута адекватна контрола гликемије упркос лечење максималном подношљивом дозом метформина, или сулфонилуреје, или обоје. Пиоглитазон је такође индикован у комбинацији са инсулином код одраслих пацијената са дијабетесом типа 2 код којих се инсулином не постиже адекватна контрола гликемије и код којих метформин неприкладан због контраиндикација или нетолеранције.
Смањено лучење жучних киселина у холестази доводи до њиховог нагомилавања у јетри и самим тим до оштећења њеног ткива.  Оштећење јетре узроковано жучним киселинама може се успешно лечити урсодеоксихолном киселином (УДЦА), која је нетоксична киселина.  УДЦА потискује токсичне жучне киселине из ентерохепатичне циркулације и из рецептора на ћелијским органелама, где ове киселине изазивају оштећење хепатоцита.  Ефикасност УДЦА се истиче у лечењу примарне билијарне цирозе као и у лечењу бројних других обољења јетре код којих је присутна холестаза.
Многе студије су полагале велике наде у терапију пиоглитазоном и урсодеоксихолном киселином, али због слабог клиничког одговора, наведени лекови се не користе у рутинској медицинској пракси.
Баријатријска хирургија
Код патолошки гојазних пацијената треба истаћи значај баријатријске хирургије, или операција у виду смањења запремине желуца ако други облици лечења не постижу жељене резултате, Након баријатријске операције, пацијенти не могу да конзумирају велике количине хране, јер је запремина желуца драстично смањена, углавном за око 70-80%.
Терапија инкретинским лековима
Инкретини су група метаболичких хормона који стимулишу смањење нивоа глукозе у крви. Инкретини се ослобађају након јела и повећавају лучење инсулина који се ослобађа из бета ћелија панкреаса са Лангерхансових острва механизмом који зависи од глукозе у крви. 
О инкретинама се први пут говорило почетком 20. века када су научници Бејлс и Старлинг приметили да неке супстанце које луче црева могу да стимулишу лучење инсулина из панкреаса. Тада су кисели екстракти слузокоже дванаестопалачног црева, који су требало да садрже гастроинтестиналне пептиде, укључени у терапију појединих пацијената оболелих од дијабетеса, а самим тим и за повећање лучења инсулина.
На основу експерименталних и клиничких података терапије на инкретине (ГЛП-1 аналог и ДПП-4 инхибитори) указују да се могу сматрати новом опцијом лечења НАСХ, посебно код пацијената који болују од шећерна болести. Стога се овај концепт лечења усавршавао и испитивао скоро сто година и своју пуну афирмацију доживео почетком 21. века. Наиме, 2006. године ФДА (САД) је одобрила прво средство за оралну примену из категорије инкретинских лекова. Убрзо су инхибитори ДПП-4 позиционирани као веома важни у лечењу дијабетес мелитуса тип 2 и као такви нашли су своје место у свим националним смерницама добре клиничке праксе. Међутим потребна су даља истраживања како би се инкретини увео као рутински лек терапији неалкохолне масне болести јетре.